# AEG B.I
AEG B.I – niemiecki dwumiejscowy samolot rozpoznawczy, wyprodukowany w niewielkiej serii w 1914 r. Samolot był nieuzbrojony. Stał się podstawą dla kolejnych samolotów firmy AEG: AEG B.II, AEG B.III i następnie całej serii C.